# Vuelo 816 de Knight Air
El vuelo 816 de Knight Air, operado por el G-OEAA, un Embraer 110 Bandeirante que pertenecía a Knight Air, fue un vuelo regular doméstico que operaba entre los aeropuertos de Leeds Bradford y Aberdeen el 24 de mayo de 1995, que se estrelló provocando la muerte de todos los que viajaban a bordo, poco después del despegue.

## Accidente
El avión partió del aeropuerto de Leeds Bradford a las 16:47 horas UTC desde la pista 14, e inmediatamente se observó que se salía de la senda de vuelo indicada por el ATC; un minuto y cincuenta segundos después de iniciar el vuelo, el primer oficial reportó problemas con el horizonte artificial en el avión y solicitó regresar a Leeds Bradford.
La climatología local fue calificada como mala y existía una visibilidad reducida, nubes bajas y tormenta en las inmediaciones - 'condiciones meteorológicas de turbulencia mecánica', según la AAIB, condiciones de oscuridad y tormenta según los residentes de la zona.
La tripulación, que se componía de un comandante, un primer oficial y un tripulante de cabina de pasajeros experimentó importantes dificultades para mantener el rumbo mientras regresaban al aeropuerto. El avión finalmente entró en un giro cerrado a la izquierda, perdiendo altitud rápidamente y estrellándose en Dunkeswick Moor, al norte de Harewood, Yorkshire del Norte, a unas seis millas al noreste del aeropuerto. Ninguno de los tripulantes o de los nueve pasajeros sobrevivieron al impacto.

## Causa
El Informe de la Oficina de Investigación de Accidentes Aéreos descubrió que uno o los dos horizontes artificiales del avión fallaron, provocando una pérdida de control por parte de los pilotos y que el avión entrase en una espiral descendente superando los parámetros operacionales y provocando la fractura parcial previa al impactar.